# Lekkoatletyka na Letnich Igrzyskach Olimpijskich 2024 – bieg na 5000 m mężczyzn
Bieg na 5000 metrów mężczyzn był jedną z konkurencji lekkoatletycznych rozgrywanych podczas igrzysk olimpijskich w Paryżu.

## Terminarz
| Data                    | Godzina |         |
| ----------------------- | ------- | ------- |
| Środa, 7 sierpnia 2024  | 11:10   | Runda 1 |
| Piątek, 9 sierpnia 2024 | 19:50   | Finał   |

## Rekordy
Przed rozpoczęciem zawodów aktualny rekord świata i rekord olimpijski były następujące:
|                   | Zawodnik         | Wynik    | Miejsce            | Data             |
| ----------------- | ---------------- | -------- | ------------------ | ---------------- |
| Rekord świata     | Joshua Cheptegei | 12:35,36 | Monako Fontvieille | 14 sierpnia 2020 |
| Rekord olimpijski | Kenenisa Bekele  | 12:57,82 | Chiny Pekin        | 23 sierpnia 2008 |

## Runda 1
Rozegrano 2 biegi eliminacyjne. Do finału awansowało 8 pierwszych zawodników z każdego biegu. 

### Bieg 1
| Poz. | Zawodnik             | Reprezentacja                      | Czas     | Uwagi |
| ---- | -------------------- | ---------------------------------- | -------- | ----- |
| 1    | Narve Gilje Nordås   | Norwegia                           | 14:08.16 | Q     |
| 2    | Hagos Gebrhiwet      | Etiopia                            | 14:08.18 | Q     |
| 3    | John Heymans         | Belgia                             | 14:08.33 | Q     |
| 4    | Jacob Krop           | Kenia                              | 14:08.73 | Q     |
| 5    | Edwin Kurgat         | Kenia                              | 14:08.76 | Q     |
| 6    | Graham Blanks        | Stany Zjednoczone                  | 14:09.06 | Q     |
| 7    | Hugo Hay             | Francja                            | 14:09.22 | Q     |
| 8    | Thomas Fafard        | Kanada                             | 14:09.37 | Q     |
| 9    | Jimmy Gressier       | Francja                            | 14:09.95 |       |
| 10   | Egide Ntakarutimana  | Burundi                            | 14:11.29 |       |
| 11   | Abdi Waiss           | Dżibuti                            | 14:11.88 |       |
| 12   | Stewart McSweyn      | Australia                          | 14:12.31 | q     |
| 13   | Patrick Dever        | Wielka Brytania                    | 14:13.48 |       |
| 14   | Elzan Bibić          | Serbia                             | 14:14.46 |       |
| 15   | Dominic Lobalu       | Olimpijska reprezentacja uchodźców | 14:15.49 | q     |
| 16   | Mohammed Ahmed       | Kanada                             | 14:15.76 |       |
| 17   | Aron Kifle           | Erytrea                            | 14:16.77 |       |
| 18   | George Mills         | Wielka Brytania                    | 14:37.08 | q     |
| 19   | Mike Foppen          | Holandia                           | 14:37.34 | q     |
|      | Thierry Ndikumwenayo | Hiszpania                          | DNF      | q     |
|      | Andreas Almgren      | Szwecja                            | DNS      |       |

### Bieg 2
| Poz. | Zawodnik               | Reprezentacja     | Czas     | Uwagi |
| ---- | ---------------------- | ----------------- | -------- | ----- |
| 1    | Jakob Ingebrigtsen     | Norwegia          | 13:51.59 | Q     |
| 2    | Biniam Mehary          | Etiopia           | 13:51.82 | Q     |
| 3    | Isaac Kimeli           | Belgia            | 13:52.18 | Q     |
| 4    | Grant Fisher           | Stany Zjednoczone | 13:52.44 | Q     |
| 5    | Oscar Chelimo          | Uganda            | 13:52.46 | Q     |
| 6    | Ronald Kwemoi          | Kenia             | 13:52.51 | Q     |
| 7    | Dawit Seare            | Erytrea           | 13:52.53 | Q     |
| 8    | Addisu Yihune          | Etiopia           | 13:52.62 | Q     |
| 9    | Morgan McDonald        | Australia         | 13:52.67 |       |
| 10   | Birhanu Balew          | Brunei            | 13:53.11 |       |
| 11   | Yann Schrub            | Francja           | 13:53.27 | q     |
| 12   | Jonas Raess            | Szwajcaria        | 13:55.04 |       |
| 13   | Brian Fay              | Irlandia          | 13:55.35 |       |
| 14   | Santiago Catrofe       | Urugwaj           | 13:56.40 |       |
| 15   | Mohamed Ismail Ibrahim | Dżibuti           | 13:57.47 |       |
| 16   | Luis Grijalva          | Gwatemala         | 13:58.81 |       |
| 17   | Benjamin Flanagan      | Kanada            | 13:59.23 |       |
| 18   | Sam Atkin              | Wielka Brytania   | 14:02.46 |       |
| 19   | Abdihamid Nur          | Stany Zjednoczone | 14:15.00 |       |
|      | Adel Mechaal           | Hiszpania         | DNS      |       |

## Finał
Źródło: olympics.com
| Poz.   | Zawodnik             | Reprezentacja                      | Czas     | Uwagi |
| ------ | -------------------- | ---------------------------------- | -------- | ----- |
| złoto  | Jakob Ingebrigtsen   | Norwegia                           | 13:13.66 | SB    |
| srebro | Ronald Kwemoi        | Kenia                              | 13:15.04 |       |
| brąz   | Grant Fisher         | Stany Zjednoczone                  | 13:15.13 |       |
| 4      | Dominic Lobalu       | Olimpijska reprezentacja uchodźców | 13:15.27 |       |
| 5      | Hagos Gebrhiwet      | Etiopia                            | 13:15.32 |       |
| 6      | Biniam Mehary        | Etiopia                            | 13:15.99 |       |
| 7      | Edwin Kurgat         | Kenia                              | 13:17.18 |       |
| 8      | Isaac Kimeli         | Belgia                             | 13:18.10 |       |
| 9      | Graham Blanks        | Stany Zjednoczone                  | 13:18.67 |       |
| 10     | Jacob Krop           | Kenia                              | 13:18.68 | SB    |
| 11     | John Heymans         | Belgia                             | 13:19.25 |       |
| 12     | Yann Schrub          | Francja                            | 13:20.63 |       |
| 13     | Mike Foppen          | Holandia                           | 13:21.56 |       |
| 14     | Addisu Yihune        | Etiopia                            | 13:22.33 |       |
| 15     | Thierry Ndikumwenayo | Hiszpania                          | 13:24.07 |       |
| 16     | Hugo Hay             | Francja                            | 13:26.71 | SB    |
| 17     | Narve Gilje Nordås   | Norwegia                           | 13:31.34 |       |
| 18     | Stewart McSweyn      | Australia                          | 13:31.38 |       |
| 19     | Dawit Seare          | Erytrea                            | 13:31.50 |       |
| 20     | Oscar Chelimo        | Uganda                             | 13:31.56 |       |
| 21     | George Mills         | Wielka Brytania                    | 13:32.32 |       |
| 22     | Thomas Fafard        | Kanada                             | 13:49.69 |       |